# Montagne di Santa Cruz
Le Montagne di Santa Cruz (Santa Cruz Mountains in lingua inglese), che fanno parte della Catena Costiera Pacifica, sono una catena montuosa nella California centrale e in quella settentrionale, negli Stati Uniti d'America.

## Descrizione
Esse formano un dorsale lungo la Penisola di San Francisco a sud di San Francisco. Separano l'Oceano Pacifico dalla Baia di San Francisco e dalla Valle di Santa Clara, continuando a sud verso la costa centrale della California, costeggiando la Baia di Monterey e terminando nella Valle di Salinas. La catena attraversa le contee di San Mateo, Santa Clara,  Santa Cruz, San Benito e Monterey e con il fiume Pajaro formano il confine meridionale.
La parte più settentrionale delle Montagne di Santa Cruz, a nord della strada della Half Moon Bay (Strada statale californiana 92), è nota come Montara Mountain; la parte centrale è la Sierra Morena e si estende verso sud fino a una gola al lago artificiale Lexington. A sud della gola la catena è nota come Sierra Azul.
Il punto più alto della catena è il Loma Prieta Peak, 11 miglia a ovest di Morgan Hill, con un'altezza di 1154 metri s.l.m., vicino al quale vi è l'epicentro del terremoto di Loma Prieta del 1989; altre cime maggiori sono il Monte Umunhum (1063 metri), il Monte Thayer (1060 metri), il Monte Bielawski (985 metri), El Sombroso (914 metri), Eagle Rock (758 metri), la Montagna Nera (857 metri) e la Sierra Morena (747 metri). La faglia di Sant'Andrea corre lungo (o vicino) alla linea di colmo della catena. Il lato interno orientale dei monti strapiomba sulla linea della faglia, in particolare vicino alle città di  Woodside e di Saratoga.

### Strade
Per gran parte della Penisola di San Franciscio la strada statale della California 35 (SR 35) corre lungo la dorsale ed è nota come "Skyline Boulevard" (viale della linea dell'orizzonte), mentre la strada interstatale 280 corre a est della dorsale. Le principali strade che attraversano le montagne sono (da nord a sud): Statale 92 (SR 92) da Half Moon Bay a San Mateo; Statale 84 (SR 84), da San Gregorio a Redwood City; Statale 9 (SR 9) da Santa Cruz a Saratoga; Statale 17 (SR17) da Santa Cruz a Los Gatos; Statale 152 (SR 152), da Watsonville a Gilroy; Statale 129 (SR 129) da Watsonville a San Juan Bautista; Autostrada 101 da Salinas a Gilroy. Parimenti la Statale 1 (SR 1) corre parallela si monti da Daly City a Castroville, mentre la Statale 85 (SR 85) corre parallela da Cupertino a San Jose.

### Vigneti
Vi sono almeno 30 vigneti localizzati in questa regione e le Montagne di Santa Cruz sono state legalmente dichiarate Area Vitivinicola Americana (AVA) fin dal 1981. La produzione di vino in questa regione risale agli anni 1840. Il territorio di Santa Cruz è risultato uno dei primi produttori di vini di alto livello qualitativo, come è stato riconosciuto nella storica competizione vinicola del "Giudizio di Parigi" avvenuta il 26 maggio 1976.

## Geologia
Le Montagne di Santa Cruz sono il risultato di un sollevamento comprimente causato da una flessione verso sinistra della faglia di Sant'Andrea. Le basi rocciose granitiche sono state sovrapposte durante il Miocene da strati rocciosi di arenarie Lompico e Vaqueros e della "formazione di Santa Margarita".

## Ecologia

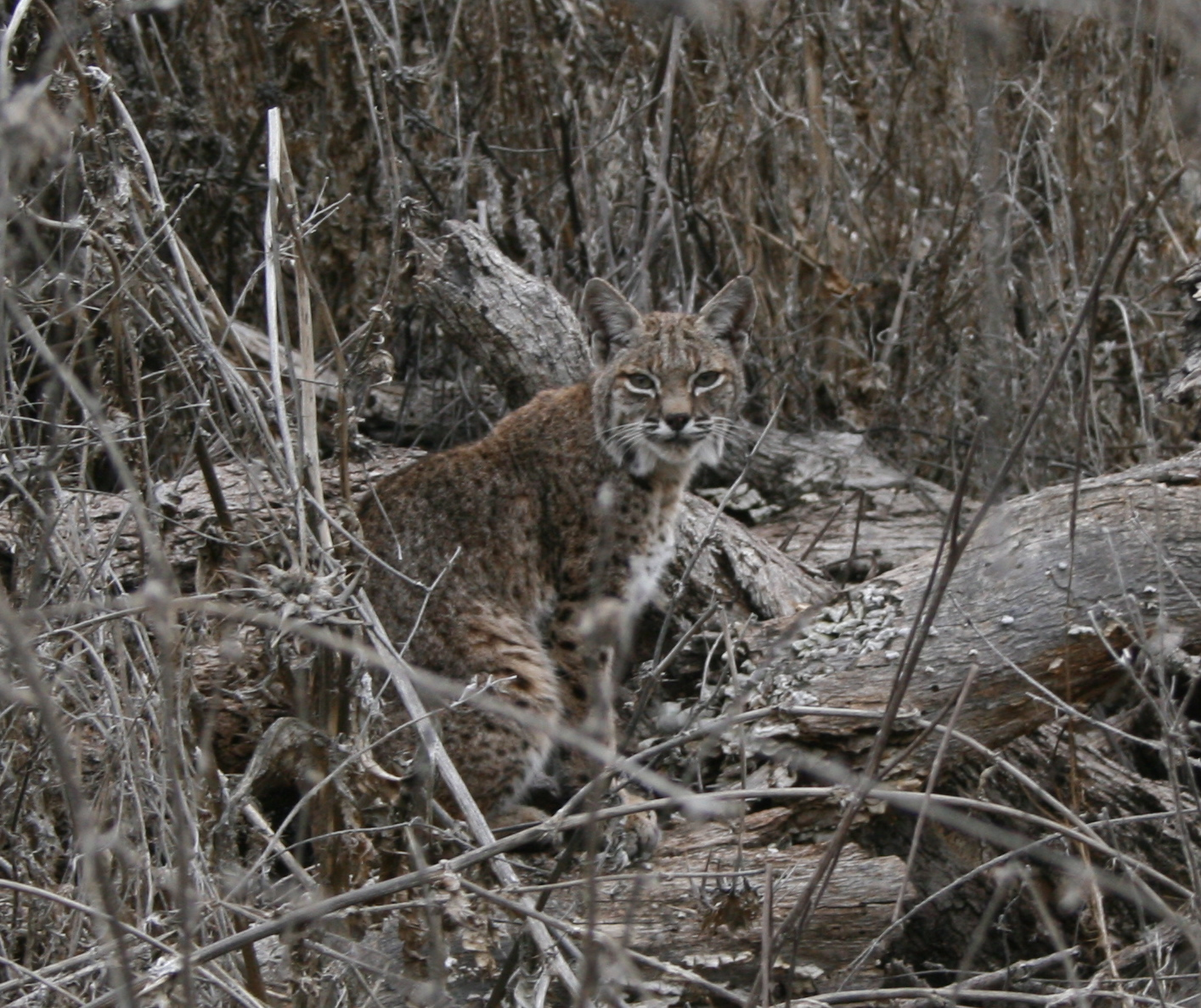
Lince rossa in inverno nel Parco Almaden Quicksilver

Le Montagne di Santa Cruz sono una regione di grande diversità biologica, comprendendo ecosistemi costieri umidi, sia freddi che caldi, il secco chaparral. Gran parte dell'area dei monti di Santa Cruz è considerata foresta pluviale temperata del Pacifico. Nelle valli e sui versanti umidi che si affacciano sull'oceano crescono sequoie californiane insieme ad abeti di Douglas.
Anche querce californiane, madrone del Pacifico, mirti del Pacifico, aceri dalle grosse foglie, allori della baia della California e querce nere della California sono presenti sui monti di Santa Cruz. 

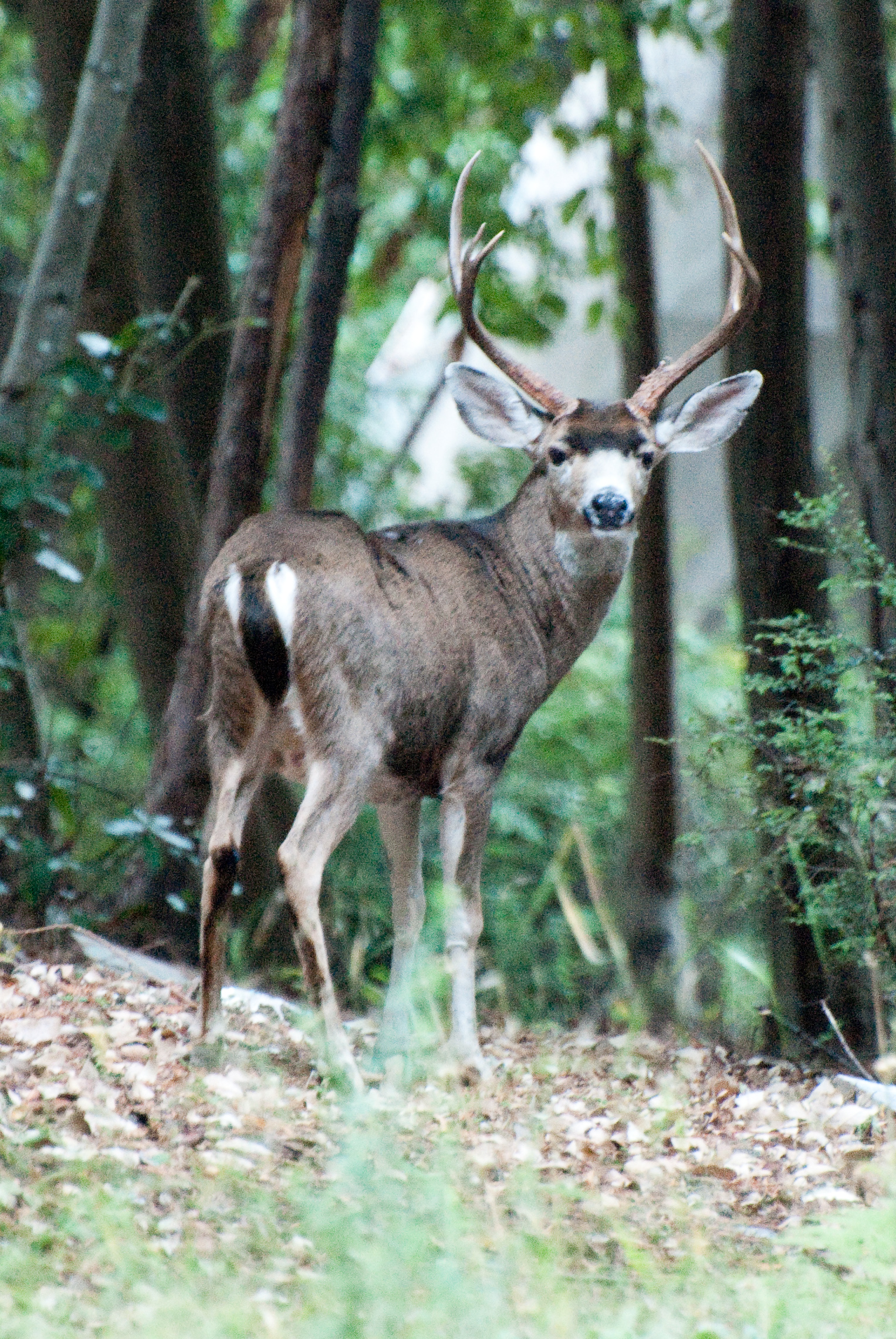
Un cervo a Ben Lomond

Vi sono parecchie piccole e isolate posizioni di foreste vergini, particolarmente nell'Henry Cowell Redwoods State Park e nel Portola Redwoods State Park, e una considerevole foresta di antiche sequoie al Parco statale di sequoie del Big Basin. A quote più alte e sulle pendici solatie a sud domina una vegetazione di tipo chaparral resistente alla siccità: manzanite, boscaglie di querce californiane, chamise e chaparral pea. Fiori selvatici primaverili sono anche ampiamente diffusi su tutta la catena montuosa.
L'area ospita un gran numero di specie di uccelli. Inoltre sono comuni cervi dalla coda nera, una sottospecie di cervi-mulo, come scoiattoli grigi, scoiattoli striati e procioni. Periodiche segnalazioni di orsi neri indicano che essi frequentano le montagne o vagano verso nord dal Big Sur, ove gli orsi neri sono stanziali. Volpi, coyote, linci rosse, puma e opossum della Virginia, questi ultimi introdotti dall'uomo, abitano anche la regione ma si vedono raramente. serpenti a sonagli sono anche presenti, in gran parte nell'alto e secco chaparral.

## Clima

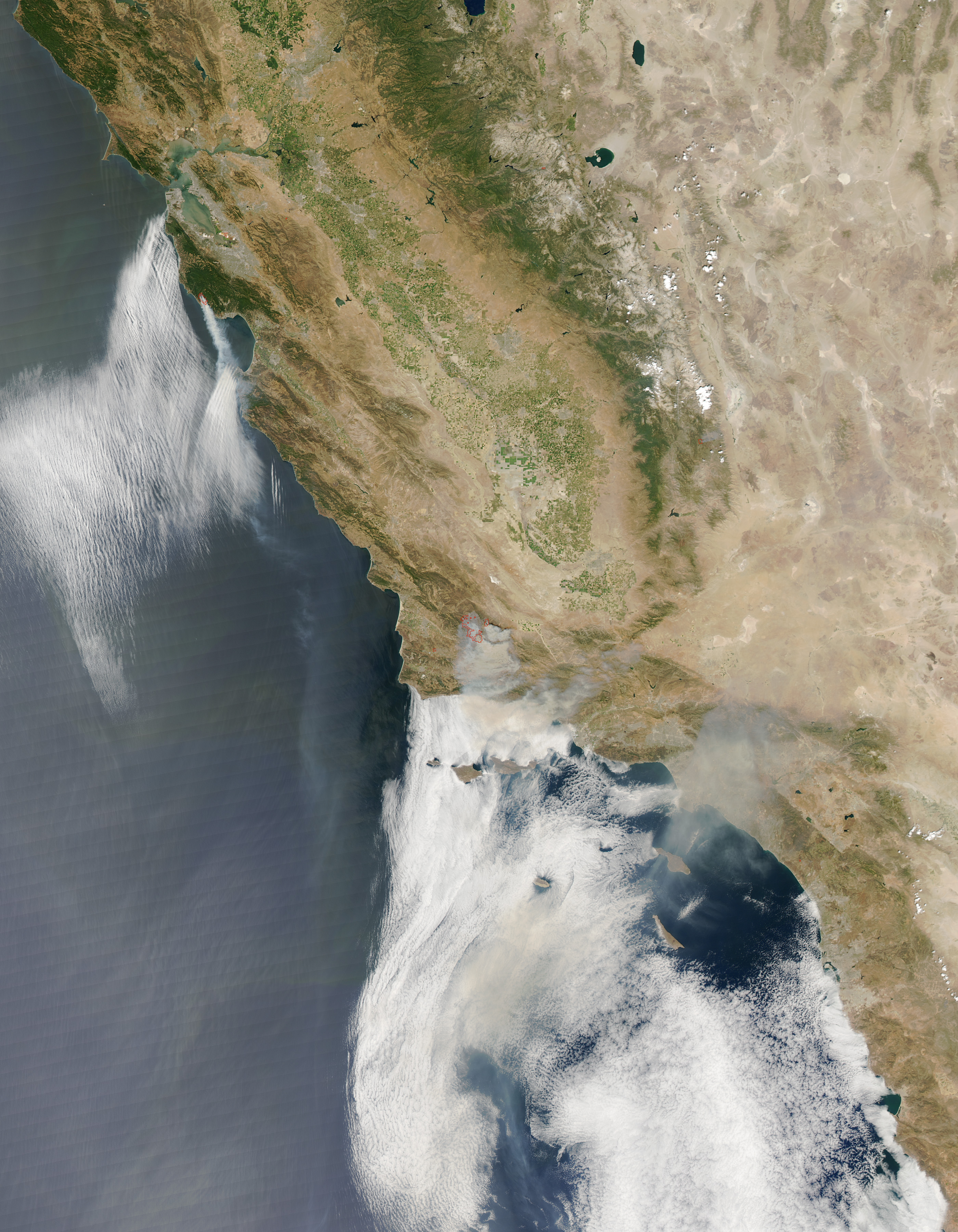
La linea in rosso segna le località dei Lockheed Fire nelle montagne di Santa Cruz.

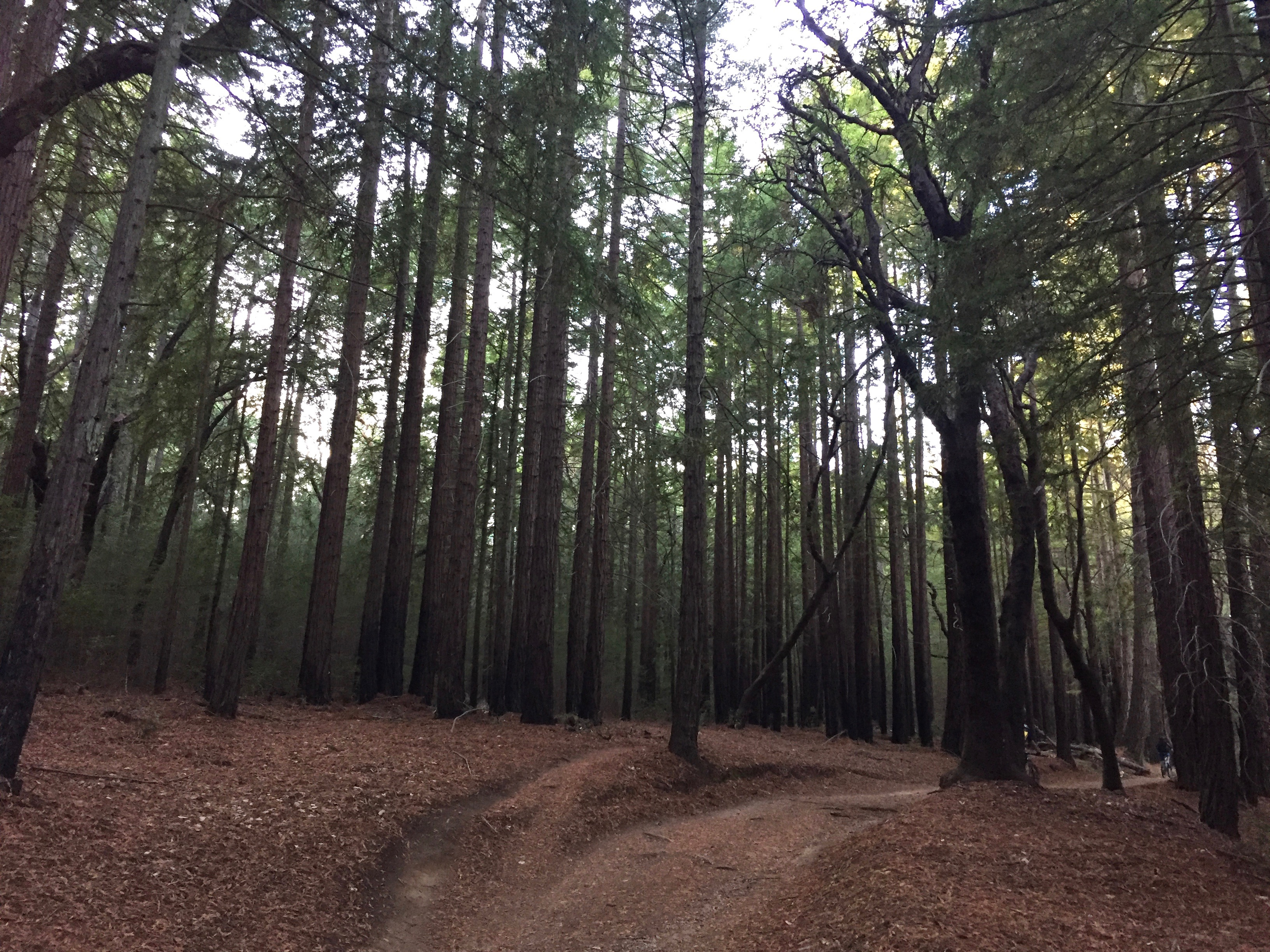
Foreste di sequoia raggiungono sia il lontano sud che Santa Cruz.

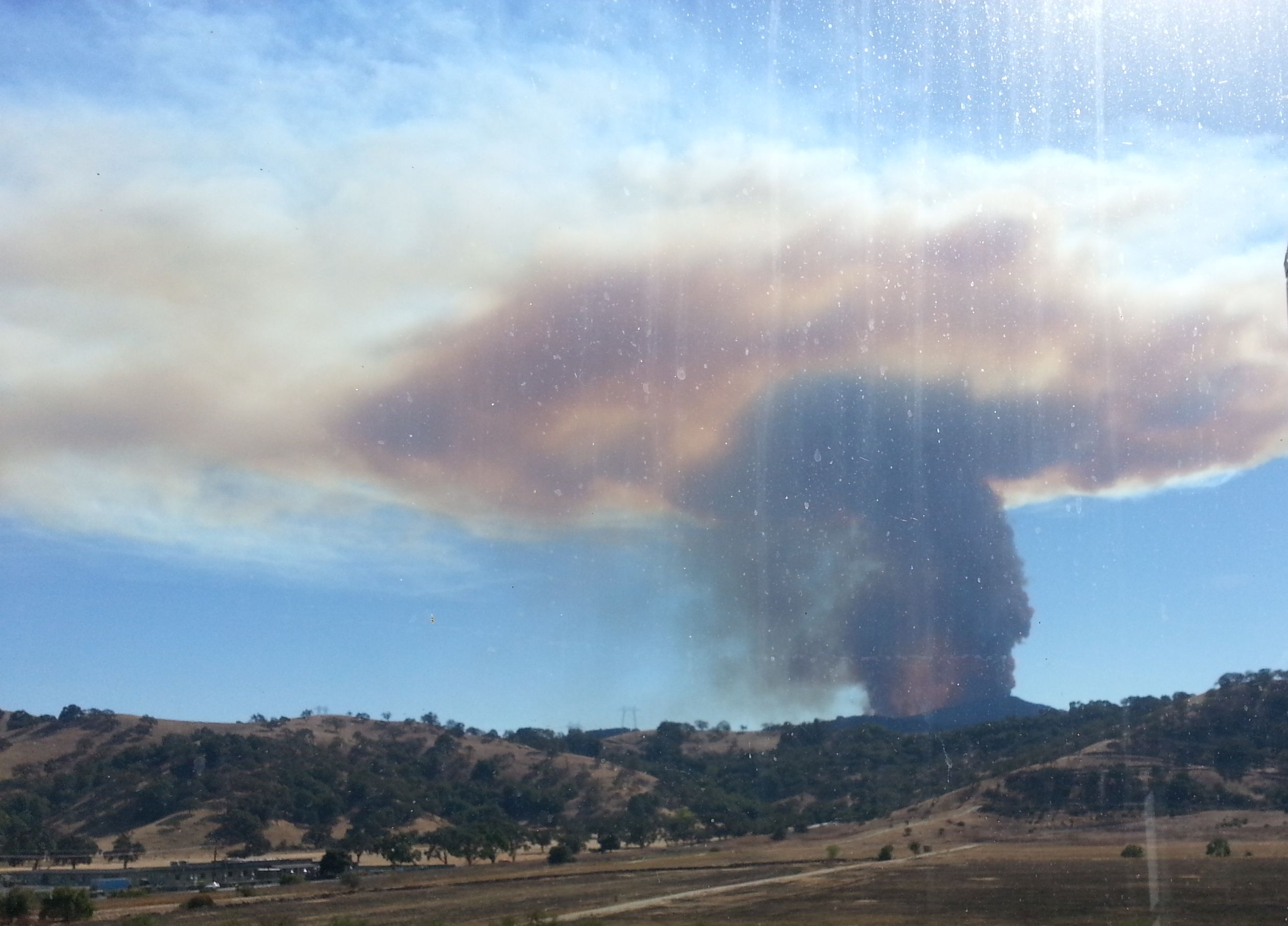
Incendio di Loma (2016): la colonna di fumo vista da Bailey Avenue, San Jose

Le Montagne di Santa Cruz hanno un clima di tipo mediterraneo, tipico di gran parte della California, con la maggior parte delle precipitazioni che hanno luogo tra i mesi di novembre e aprile. Secondo il National Weather Service il totale delle precipitazioni annue è di circa 1270 mm. Pesanti nebbie estive coprono spesso i versanti occidentali che si affacciano sull'oceano, trasformandosi in pioggerelle. A causa dell'ombra pluviometrica le precipitazioni sul versante orientale della catena sono molto inferiori, all'incirca 640 mm annui. La neve cade poche volte l'anno sulle parti più elevate delle cresta e più raramente le parti alte delle valli sono soggette a leggere nevicate.
Le Montagne di Santa Cruz sono soggette a repentini cambiamenti diurni delle temperature. Durante le 24 ore della giornata si possono avere escursioni medie da 11 a 16 °C ma si può giungere anche a escursioni di 28 °C durante le ondate di caldo, a seconda del luogo. Vi sono anche considerevoli variazioni di temperatura da un giorno all'altro sia in estate che in inverno, con i cambiamenti di direzione del vento e le fluttuazioni dell'influenza del mare.
In inverno le temperature diurne massime possono variare tra 16 e 18 °C nelle valli costiere e tra 14 e 15 °C in quelle all'interno; le minime invernali vanno da 3 °C nelle valli a 6-7 °C altrove. 
Le temperature estive raggiungono picchi di 28–30 °C diurni e di 9–18 °C notturni. Ma il tempo in estate è dominato dal persistente strato dell'aria marina. Quando si verifica l'inversione termica, se lo strato di inversione scende sotto i 90 – 150 metri, le parti più in alto vengono private dell'influenza del mare e sono spesso soggette a intense onde di calore con temperature diurne che vanno dai 35 ai 40 °C, con umidità molto bassa. Tali condizioni possono provocare incendi, condizioni che si verificano generalmente in autunno. 

## Divertimento

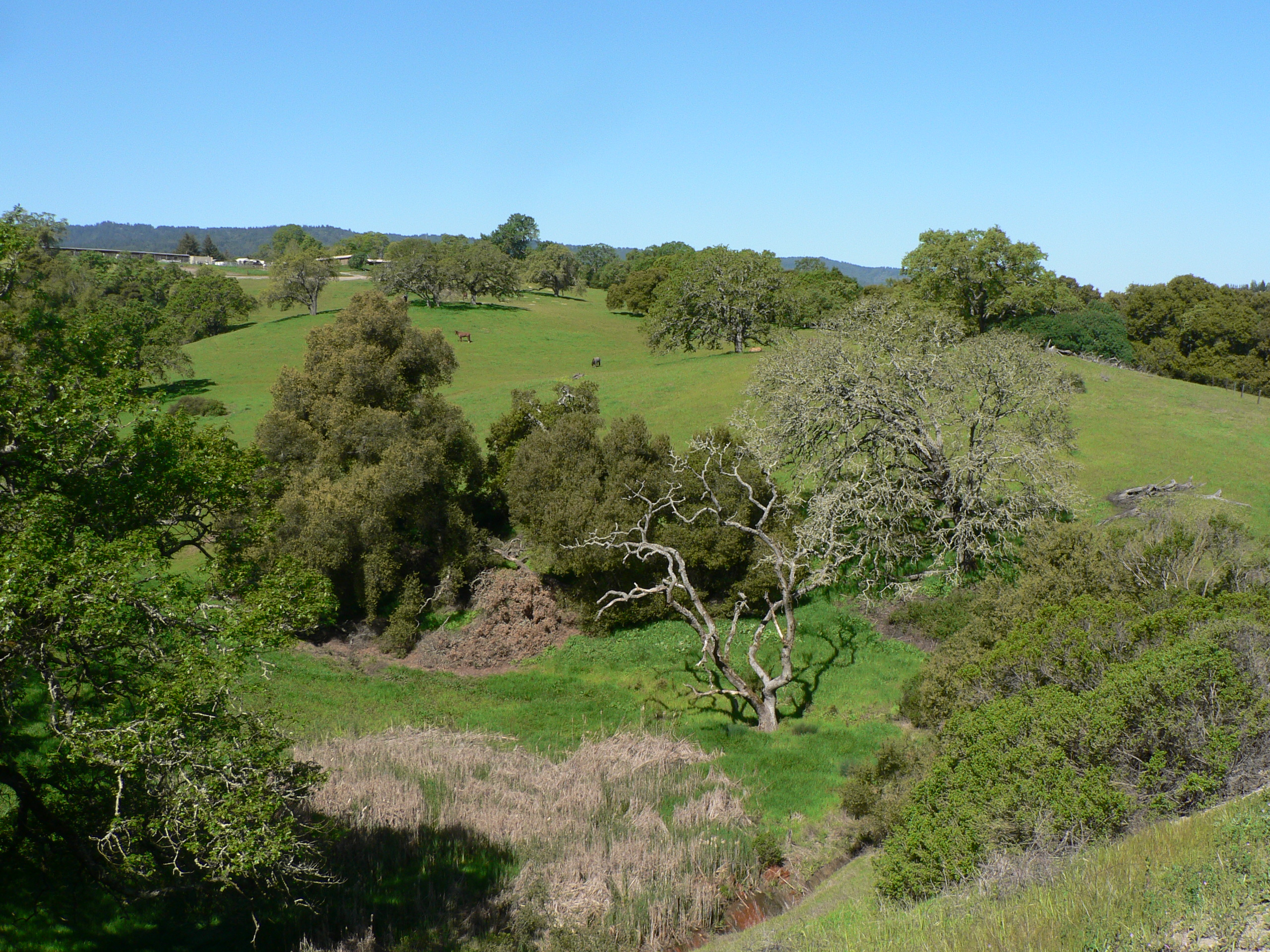
Un ranch ai piedi delle colline, a nord di Sand Hill Road, a ovest dell'autostrada Interstate 280

Le Montagne di Santa Cruz ospitano numerosi parchi e zone protette aperte al pubblico, tra le quali spicca il più vecchio parco statale della California: il Big Basin Redwoods State Park. Altri parchi sono: Castle Rock State Park, Butano State Park, Portola Redwoods State Park, The Forest of Nisene Marks State Park, McNee Ranch State Park, Henry Cowell Redwoods State Park con il suo famoso percorso pedestre Redwood Grove. Escursionismo, equitazione, cicloturismo e arrampicata sono attività diffuse. Ci sono due percorsi a lunga distanza nella catena: lo Skyline-to-the-Sea Trail, che si estende per 58 km da Castle Rock State Park all'Oceano Pacifico attraverso il Big Basin, e il Bay Area Ridge Trail, che, benché non collegati, corrono grosso modo paralleli allo Skyline Boulevard al centro della catena. Vi sono inoltre parecchi campeggi nei parchi statali che consentono percorsi di più giorni.